# Karaman
För andra betydelser, se Karaman (olika betydelser).
Karaman är en stad i södra Turkiet, norr om Taurosbergen, omkring tio mil söder om Konya. Den är huvudort i provinsen Karaman. Vid folkräkningen 2000 hade provinsen 231 872 invånare, varav 132 064 bodde i staden Karaman. Distriktet Karaman mäter 3 686 km², och stadens medelhöjd är 1 039 meter. En av de främsta sevärdheterna i staden är Karamans museum.
Under forntiden hette staden Laranda. Karaman var efter det seldjukiska rikets fall omkring 1300 ett rike i Kappadokien och Frygien, med Ikonium (Konya) som huvudstad. Även kustlandet var en kort tid förenat med detta rike. Det störtades efter ett våldsamt krig 1462–1472 av de osmanska turkarna, vilkas farligaste motståndare de karamanska furstarna hade varit i omkring 150 år, men levde kvar som paschalikat med staden Karaman som huvudort. Paschalikatet omfattade dock endast det inre av landet norr om Tauros och ingen del av kusten.